# The Chieftains

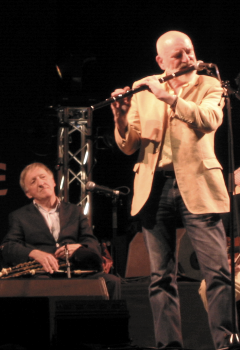
The Chieftains (2008)

The Chieftains sind eine 1962 gegründete irische Musikgruppe, die vor allem für traditionelle irische Musik bekannt ist. Die Band nahm viele Instrumentalalben mit Irish Folk auf; dazu kamen zahlreiche Kooperationen mit Musikern unterschiedlichster Stile wie Country, Rock ’n’ Roll oder auch traditionelle galicische Musik, von der Kap-Breton-Insel oder aus Neufundland. Sie spielten mit Mark Knopfler, Van Morrison, Eros Ramazzotti, Elvis Costello, Tom Jones, Sinéad O’Connor und James Galway.

## Bandgeschichte
Die Band hatte ihren Ursprung in Seán Ó Riadas Folklore-Formation Ceoltóirí Chualann („Musiker aus Cuala,“ einer Region im Norden des County Wicklow) in den späten 1950er Jahren. 
Deren Mitglieder waren Seán Ó Riada (Cembalo), Paddy Moloney (Uilleann Pipes, Tin Whistle), Martin Fay (Geige), Michael Tubridy (Flöte), Seán Keane (Geige), John Kelley (Geige), Eammon Butler (Button Accordion), Ronnie McShane (Bones) und Derek Keane (Gesang), später noch Seán Ó Sé (Gesang). Die Band bestand in der Anfangsphase der Chieftains weiter und veröffentlichte auch unter diesem Namen noch Schallplatten. 
Um seine eigenen Ideen zu verwirklichen, gründete Moloney die Chieftains für ein Album 1962 in folgender Besetzung:
- Paddy Moloney (Uilleann Pipes, Tin Whistle)
- Martin Fay (Fiddle)
- Michael Tubridy (Flöte, Tin Whistle)
- Seán Potts (Tin Whistle)
- David Fallon (Bodhrán)

Nach dem Ende von Ceoltóirí Chualann formte Moloney die Chieftains für das zweite Album um. Peadar Mercier (Bodhrán) ersetzte aus Altersgründen den Bodhránspieler Fallon und als zweiten Geiger holte Moloney Seán Keane aus Ó Riadas Band. Diese Besetzung hielt von 1969 bis 1973.
1973 stieg der klassische Harfenspieler Derek Bell (Irische Harfe, Keyboard, Oboe) zunächst als Gastmusiker, später dann als vollwertiges Mitglied ein und machte die Gruppe zum Septett. 1976 ersetzte Kevin Conneff (Bodhrán, Gesang) den ebenfalls aus Altersgründen ausgestiegenen Peadar Mercier. Erneut hatte die Band nun die Möglichkeit, auch Gesangsstücke in ihr Repertoire aufzunehmen.
Die nächste Personalveränderung gab es 1980, als Seán Potts und Michael Tubridy die professionelle Musik aufgaben. Man holte Matt Molloy (Flöte, Tin Whistle), der zuvor bei der Bothy Band und bei Planxty gespielt hatte, und wurde so wieder zum Sextett. Diese Besetzung bestand bis 2002, als Martin Fay seine Mitgliedschaft in der Band auf Irland beschränkte; die Band ging als Quintett auf Tournee. Am 7. Oktober 2002 verstarb unerwartet Derek Bell. Im November 2012 verstarb auch Martin Fay. 2013 zog sich auch Seán Keane als aktiver Musiker zurück. Die Chieftains bestanden seitdem nur noch aus den drei festen Mitgliedern Moloney († 2021), Molloy und Conneff. Auf Tourneen wurden sie begleitet von Triona Marshall (Harfe), Jon Pilatzke (Geige), Jeff White (Gitarre) und der schottischen Sängerin Alyth McCormack.
Auf dem 1995 erschienenen Album The Long Black Veil begleiteten die Chieftains unter anderem Sting, Mick Jagger & Darryl Jones, Sinéad O’Connor, Mark Knopfler, Van Morrison, Ry Cooder, Marianne Faithfull, Tom Jones sowie die Rolling Stones.
Zur Feier der Gründung vor 50 Jahren veröffentlichte die Band 2012 das Album Voice of Ages, auf dem sie mit Gastmusikern verschiedener Stilrichtungen zusammenspielte.

## Ehrungen
Die Chieftains gewannen bei 18 Nominierungen sechs Grammys. 2002 wurden sie von BBC Radio mit dem Lifetime Achievement Award geehrt.

## Diskografie

### Studioalben
| Jahr | Titel                           | Höchstplatzierung, Gesamtwochen, AuszeichnungChartplatzierungen (Jahr, Titel, Platzierungen, Wochen, Auszeichnungen, Anmerkungen) | Höchstplatzierung, Gesamtwochen, AuszeichnungChartplatzierungen (Jahr, Titel, Platzierungen, Wochen, Auszeichnungen, Anmerkungen) | Höchstplatzierung, Gesamtwochen, AuszeichnungChartplatzierungen (Jahr, Titel, Platzierungen, Wochen, Auszeichnungen, Anmerkungen) | Höchstplatzierung, Gesamtwochen, AuszeichnungChartplatzierungen (Jahr, Titel, Platzierungen, Wochen, Auszeichnungen, Anmerkungen) | Höchstplatzierung, Gesamtwochen, AuszeichnungChartplatzierungen (Jahr, Titel, Platzierungen, Wochen, Auszeichnungen, Anmerkungen) | Anmerkungen                                                          |
| Jahr | Titel                           | DE | AT | CH | UK | US | Anmerkungen                                                          |
| ---- | ------------------------------- | --- | --- | --- | --- | --- | -------------------------------------------------------------------- |
| 1987 | In Ireland                      | — | — | — | UK32 (5 Wo.)UK | — | Erstveröffentlichung: März 1987 mit James Galway                     |
| 1988 | Irish Heartbeat                 | DE62 (1 Wo.)DE | — | CH27 (1 Wo.)CH | UK18 (7 Wo.)UK | US102 (13 Wo.)US | Erstveröffentlichung: Juni 1988 mit Van Morrison                     |
| 1991 | The Bells of Dublin             | — | — | — | — | US107 Gold · (5 Wo.)US | Erstveröffentlichung: Dezember 1991                                  |
| 1992 | An Irish Evening                | — | — | — | — | US120 (4 Wo.)US | Erstveröffentlichung: Januar 1992 mit Roger Daltrey & Nanci Griffith |
| 1995 | The Long Black Veil             | DE28 (12 Wo.)DE | AT12 (10 Wo.)AT | CH18 (11 Wo.)CH | UK17 Silber · (13 Wo.)UK | US22 Gold · (19 Wo.)US | Erstveröffentlichung: Januar 1995                                    |
| 1996 | Film Cuts                       | — | — | — | — | US193 (1 Wo.)US | Erstveröffentlichung: März 1996                                      |
| 1999 | Tears of Stone                  | DE34 (8 Wo.)DE | — | CH39 (3 Wo.)CH | UK36 Silber · (5 Wo.)UK | US56 (13 Wo.)US | Erstveröffentlichung: Februar 1999                                   |
| 2000 | Water From the Well             | — | — | — | — | US96 (4 Wo.)US | Erstveröffentlichung: März 2000                                      |
| 2002 | The Wide World Over             | DE56 (3 Wo.)DE | AT29 (6 Wo.)AT | — | UK37 (3 Wo.)UK | US77 (4 Wo.)US | Erstveröffentlichung: März 2002                                      |
| 2002 | Down the Old Plank Road         | — | — | — | — | US91 (6 Wo.)US | Erstveröffentlichung: September 2002                                 |
| 2003 | Further Down the Old Plank Road | — | — | — | — | US180 (2 Wo.)US | Erstveröffentlichung: September 2003                                 |
| 2010 | San Patricio                    | — | — | — | UK93 (2 Wo.)UK | US37 (5 Wo.)US | Erstveröffentlichung: März 2010 mit Ry Cooder                        |
| 2012 | Voice of Ages                   | — | — | — | UK25 (3 Wo.)UK | US17 (6 Wo.)US | Erstveröffentlichung: März 2012                                      |

Weitere Veröffentlichungen
- 1962: The Chieftains
- 1969: The Chieftains 2
- 1971: The Chieftains 3
- 1973: The Chieftains 4
- 1975: The Chieftains 5
- 1976: The Chieftains 6: Bonaparte’s Retreat
- 1977: The Chieftains live
- 1978: The Chieftains 7
- 1978: The Chieftains 8
- 1979: The Chieftains 9: Boil the Breakfast Early
- 1981: The Chieftains 10
- 1982: The Year of the French (Soundtrack)
- 1984: The Grey Fox (Soundtrack)
- 1984: Concert Orchestra
- 1984: The Chieftains in China
- 1986: The Ballad of the Irish Horse
- 1987: Celtic Wedding
- 1988: The Tailor of Gloucester (Erzählerin: Meryl Streep)
- 1989: The Chieftains Celebration
- 1990: James Galway & The Chieftains: Over the Sea to Skye
- 1991: Reel Music
- 1992: Another Country
- 1992: The Best Of (UK: Silber)
- 1992: Music at Matt Molloy’s
- 1993: The Celtic Harp
- 1996: Santiago
- 1998: Long Journey Home (mit anderen)
- 1998: Fire in the Kitchen (mit anderen)
- 1998: Silent Night: A Christmas in Rome
- 2005: Live from Dublin (live)
- 2006: The Essential

### Singles
| Jahr | Titel Album                          | Höchstplatzierung, Gesamtwochen, AuszeichnungChartplatzierungen (Jahr, Titel, Album, Platzierungen, Wochen, Auszeichnungen, Anmerkungen) | Höchstplatzierung, Gesamtwochen, AuszeichnungChartplatzierungen (Jahr, Titel, Album, Platzierungen, Wochen, Auszeichnungen, Anmerkungen) | Höchstplatzierung, Gesamtwochen, AuszeichnungChartplatzierungen (Jahr, Titel, Album, Platzierungen, Wochen, Auszeichnungen, Anmerkungen) | Höchstplatzierung, Gesamtwochen, AuszeichnungChartplatzierungen (Jahr, Titel, Album, Platzierungen, Wochen, Auszeichnungen, Anmerkungen) | Höchstplatzierung, Gesamtwochen, AuszeichnungChartplatzierungen (Jahr, Titel, Album, Platzierungen, Wochen, Auszeichnungen, Anmerkungen) | Höchstplatzierung, Gesamtwochen, AuszeichnungChartplatzierungen (Jahr, Titel, Album, Platzierungen, Wochen, Auszeichnungen, Anmerkungen) | Anmerkungen                                      |
| Jahr | Titel Album                          | DE | AT | CH | UK | US | IE | Anmerkungen                                      |
| ---- | ------------------------------------ | --- | --- | --- | --- | --- | --- | ------------------------------------------------ |
| 1989 | Have I Told You Lately Avalon Sunset | — | — | — | UK71 (7 Wo.)UK | — | IE12 (… Wo.)IE | Erstveröffentlichung: Juni 1989 mit Van Morrison |
| 1999 | I Know My Love Tears of Stone        | — | — | — | UK37 (3 Wo.)UK | — | IE22 (4 Wo.)IE | Erstveröffentlichung: Mai 1999 mit The Corrs     |

### Als Begleitmusiker
- 1972: John Montague auf dessen Werk The Rough Field
- 1986: Ultravox auf deren Single "All Fall Down" vom Album U-VOX

### Ceoltóirí Chualann
- 1962: The Playboy of the Western World
- 1963: Racaireacht an Riadaigh
- 1967: Ding Dong
- 1970: Ceol na nUasal (Music of the Nobles)
- 1971: Ó Riada sa Gaiety (live)
- 1971: Ó Riada (live)
- 2011: Seoda an Riadaigh – The Essential Collection (3 CDs mit Playboy of the Western World, Mise Eire und einer Best-of-Zusammenstellung sowie 40-seitigem Heft)

Zudem spielten sie 1968 die Musik zu The Battle of Aughrim, erzählt von Richard Murphy.

### Soundtrackbeiträge
- 1975: Barry Lyndon
- 1977: Das malvenfarbige Taxi (Un taxi mauve)
- 1990: Die Schatzinsel (Treasure Island)
- 1992: In einem fernen Land (Far and Away)
- 1995: Rob Roy
- 1999: Agnes Browne
- 2008: Mein Freund, der Wasserdrache (The Water Horse – Legend of the Deep)

### Weitere Aufnahmen
Darüber hinaus sind alle Mitglieder auch solo oder mit weiteren Musikern zu hören (siehe Artikel zu den Musikern).

## Auszeichnungen für Musikverkäufe
| Goldene Schallplatte - Australien - 2002: für das Album The Long Black Veil - Kanada - 1995: für das Album The Long Black Veil - 1995: für das Album The Bells of Dublin |

Anmerkung: Auszeichnungen in Ländern aus den Charttabellen bzw. Chartboxen sind in ebendiesen zu finden.
| Land/RegionAuszeichnungen für Musikverkäufe (Land/Region, Auszeichnungen, Verkäufe, Quellen) | Silber     | Gold     | Platin | Verkäufe  | Quellen         |
| -------------------------------------------------------------------------------------------- | ---------- | -------- | ------ | --------- | --------------- |
| Australien (ARIA)                                                                            | —          | Gold1    | —      | 35.000    | aria.com.au     |
| Kanada (MC)                                                                                  | —          | 2× Gold2 | —      | 100.000   | musiccanada.com |
| Vereinigte Staaten (RIAA)                                                                    | —          | 2× Gold2 | —      | 1.000.000 | riaa.com        |
| Vereinigtes Königreich (BPI)                                                                 | 3× Silber3 | —        | —      | 180.000   | bpi.co.uk       |
| Insgesamt                                                                                    | 3× Silber3 | 5× Gold5 | —      |           |                 |